# 抱いて…
「抱いて…」（だいて）は、1988年に発表された松田聖子のアルバム『Citron』（シトロン）にて収録された楽曲。作曲はデイヴィッド・フォスター、作詞は松本隆。

## 概要
松田聖子のオリジナルアルバム『Citron』が初出で、10曲中5曲目の曲として収録された。シングルカットはされていないが、「檜不動産」 "ワコーレマンション" のCMソングに使用された。
ファンのリクエストによって収録曲が決まるアルバム『Another Side of Seiko 27』において、シングル曲を除いた作品を対象にしたアンケートで4位にランクインした。 

## その他
- 『夜のヒットスタジオ』などでの歌唱時に、衣装のドレスの肩紐が脱げ落ち、片手で押さえながら歌うという演出（ハプニング）が当時話題となった。
- 2010年10月20日、16年ぶりに来日公演を開催したデヴィッド・フォスターのコンサート「DAVID FOSTER & FRIENDS JAPAN TOUR 2010」に松田がゲスト出演し、この曲を披露した[1]。

## 収録アルバム

### オリジナル版
- Citron
- Bible
- Bible III
- Winter Tales
- SEIKO SUITE
- LOVE Seiko Matsuda 20th Anniversary Best Selection
- Another Side of Seiko 27
- Premium Diamond Bible
- Diamond Bible
- SEIKO STORY〜80's HITS COLLECTION〜
- Seiko Matsuda Hit Collection Vol.2
- Seiko Matsuda Best Ballad
- We Love SEIKO -35th Anniversary 松田聖子究極オールタイムベスト50Songs-

### New Version
- Sweet Memories'93
- Bible II
- Dear
- Ballad 〜20th Anniversary

## カバー・バージョン
邦楽
- マニ★ラバ - 『Jewel Songs 〜Seiko Matsuda Tribute & Covers〜』収録
- 石原詢子 - DVD『デビュー15周年記念 石原詢子リサイタル"花咲きそめし・祭りうた"ライブ』（2004年2月18日）収録
- 藤あや子 - 『WOMAN』収録
- 石川界人 - アルバム『VOICE〜声優たちが歌う松田聖子ソング〜 Male Edition』（2020年12月9日）収録

洋楽
- キム・カーンズ - 『ROMANTIQUE』収録
- ヘレン・シャピロ - 『I Want To See You』収録
- マイケル・ジョーンズ - 『それでも僕はあきらめない、この手で夢をつかむまでは』収録

## 参照
- 松田聖子、デヴィッド・フォスターと共演 - 芸能 - SANSPO.COM
- イケメン歌手、マイケル・ジョーンズが歌う「抱いて…」に問い合わせ殺到 ！ - musicgear